# Pottia japonica
Pottia japonica là một loài rêu trong họ Pottiaceae. Loài này được (Hedw.) A. Jaeger mô tả khoa học đầu tiên năm 1873.